# Тайванська народна партія
Тайванська народна партія (ТНП) — лівоцентристська політична партія у Республіці Китай (Тайвань). Вона була заснована Ке Веньчже 6 серпня 2019 року, її єдиним головою. Партія позиціює себе третьою партією, що в опозиції до Демократичної прогресивної партії і до Гоміньдан.

## Історія

### Заснування
Партія була заснована у серпні 2019 року мером Тайбея Ке Веньчже, та офіційно визнана Міністерством внутрішніх справ. Вона названа на честь Тайванської народної партії Чана Вейшуя, що була заснована у 1927 році у часи японської колоніальної влади, була першою партією Тайваня та боролась проти японської окупації. Новостворена Тайванська народна партія провела установчі збори, як того потребує Міністерство внутрішніх справ, 6 серпня 2019 року, на 60-й день народження Ке, та у 129 років зі дня народження Чана. Ке стверджує, що Тайванська народна партія бачить себе, як альтернативу як зеленим на чолі з Демократичною прогресивною партією (ДПП), так і синім на чолі з Гомінданем.
Чан Ліцзюн, нащадок Чана Вейшуя, заявив, що Ке експлуатує назву партії Чана Вейшуя. Культурний фонд Чана Вейшуя розкритикував назву партії Ке, та заявив, що вона може викликати непорозуміння. Ке відповів, що не буде змінювати назву, бо ця назва не суперечить закону, тож нема жодних підстав забороняти її використання. 2 серпня 2019 року, Цен Сучен, колишній заступник мера Тайнаня, почав збір підписів проти реєстрації ТНП під такою назвою, через значущість колишньої Тайванської народної партії.
На зборах 6 серпня 2019 року, Ке обрали головою партії. Установчі збори Тайванської народної партії проводились у Міжнародному конференц-центрі Національної лікарні Тайванського університету згодом у той же день. Зі 111 членів-засновників партії, на установчих зборах були присутні 72. Тайванська народна партія дозволяє своїм членам одночасно бути членами інших політичних партій. Багато з перших членів партії раніше працювали у міській владі Тайбея, або на Ке безпосередньо. Серед перших членів ТНП були також політики, що раніше були в ДПП або Гоміндані, а також політики-самовисуванці.

### Вибори 2020 року
Ке оголосив, що Тайванська народна партія братиме участь у парламентських виборах 2020 року, але не в президентських виборах. Згодом він заявив, що ТНП висуне всього 34 кандидати у Юань. Політолог Ляо Дачі висловлював думку, що партія Ке забере більше голосів у Демократичної прогресивної партії на виборах 2020 року. Тайванська народна партія висунула своїх перших вісьмох кандидатів по округах 22 вересня 2019. Під час другого раунду висувань у Юань, 20 жовтня 2019 року, Ке ствердив, що Тайванська народна партія має на меті не дати жодній з партій отримати більшість у парламенті. У ТНП цю тактику описали як "посунути синіх та зелених, аби дати владу центру." У листопаді 2019 року, Тайванська народна партія оголосила список ще 29 кандидатів. У грудні 2019 року, Ке заявив про ще більшу ціль для партії — здобути більшість у Юані. В результаті виборів 2020 року, ТНП  здобули 5 місць за списками, та стали третьою найбільшою партією у Юані.

#### Проміжні вибори мера міста Гаосюн 2020 року
Член ТНП У Їцзен висувався у проміжних виборах мера міста Гаосюн у 2020 році. Щоправда, він набрав тільки 4,06% голосів, та зайняв 3 місце, з великим відривом від інших двох кандидатів: Ченя Чімай від ДПП із 70,03 % голосів та Лі Мейцзень від Гомінданя (25,90 % голосів).

## Символи та організація
У партійному уставі стверджується, що офіційна скорочена назва партії китайською мовою — 民眾黨; Mínzhòngdǎng (Міньчжундан). До офіційного заснування партії, у китайськомовних медіа її називали 台民黨; Táimíndǎng (Тайміньдан). Партійні кольори: бірюзовий, білий. Бірюзовий означає кінець багаторічного протистояння "синіх" та "зелених" у тайванській політиці. Білий означає "білу силу" соратників Ке, людей, що виступають за відкритість та прозорість влади.
У 2023 засновано партійний аналітичний центр: Асоціація аналітичних центрів «Нова батьківщина».

## Результати на виборах

### Президентські вибори
| Вибори | Кандидат   | Віцекандидат | Голосів | Відсоток | Результат |
| ------ | ---------- | ------------ | ------- | -------- | --------- |
| 2024   | Ке Веньчже | Синтія Ву    | -       | -        | -         |

### Парламентські вибори
| Вибори | Здобуто місць | Голосів   | Відсоток | Зміна | Лідер партії | Статус  | Президент  |
| ------ | ------------- | --------- | -------- | ----- | ------------ | ------- | ---------- |
| 2020   | 5 / 113       | 1 588 806 | 11,22%   |       | Ке Веньчже   | 3 місце | Цай Інвень |

### Місцеві вибори
| Вибори | Мери й магістрати | Члени рад | Мери    | Члени міських рад | Сільські голови | Лідер партії |
| ------ | ----------------- | --------- | ------- | ----------------- | --------------- | ------------ |
| 2022   | 2 / 22            | 14 / 910  | 0 / 204 | 9 / 2139          | 3 / 7748        | Ке Веньчже   |

## Визначні члени
- Ке Веньчже, ексмер Тайбея, нинішній голова Тайванської народної партії.
- Цай Піжу, колишній начальник штабу Тайбею, колишній член Законодавчого юаня.
- Чень Ваньхуей, член Законодавчого юаня.
- Синтія Ву, наступниця Shin Kong Group, член Законодавчого юаня.